# Joëlette
Une joëlette est un type de fauteuil roulant handisport qui permet la pratique de la marche ou de la randonnée pour des personnes atteintes de handicap physique ou de motricité, notamment des membres inférieurs. Son utilisation nécessite l'aide de deux personnes qui se placent à l'avant et à l'arrière du fauteuil à la manière d'une chaise à porteurs ; le soutien de la joëlette est assuré par une roue unique située sous le fauteuil en lui-même.

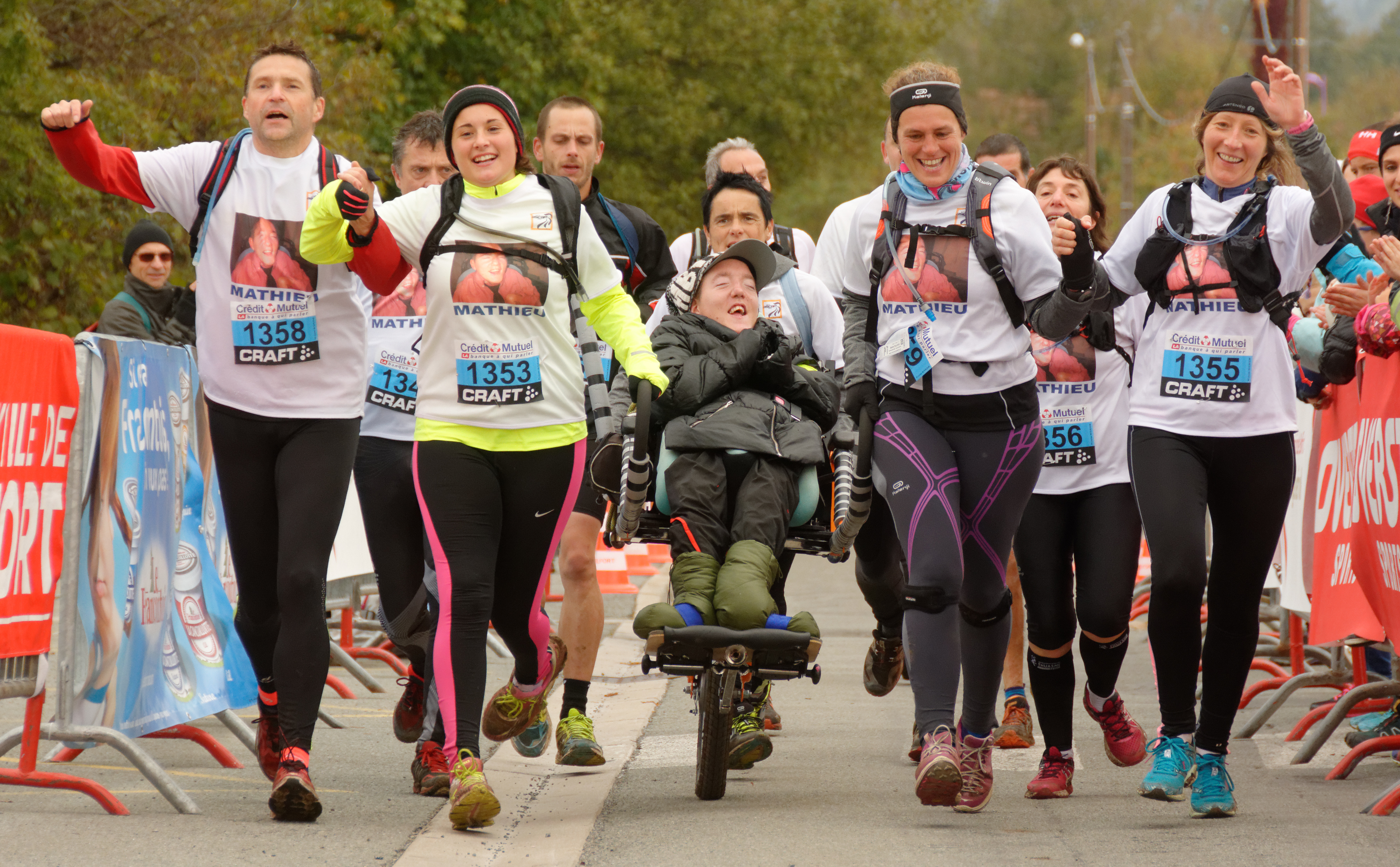
Participants à l'arrivée de l'édition 2015 du GiroTrail et BelforTrail dont un en joëlette.